# Município de New Russia (condado de Lorain, Ohio)
O município de New Russia (em inglês: New Russia Township) é um município localizado no condado de Lorain no estado estadounidense de Ohio. No ano de 2010 tinha uma população de 2.515 habitantes e uma densidade populacional de 40,05 pessoas por km².

## Geografia
O município de New Russia encontra-se localizado nas coordenadas 41° 19′ 20″ N, 82° 13′ 23″ O. Segundo o Departamento do Censo dos Estados Unidos, o município tem uma superfície total de 62.79 km², da qual 62.42 km² correspondem a terra firme e (0.59%) 0.37 km² é água.

## Demografia
Segundo o censo de 2010, tinha 2.515 habitantes residindo no município de New Russia. A densidade populacional era de 40,05 hab./km². Dos 2.515 habitantes, o município de New Russia estava composto pelo 87.4% brancos, o 7.2% eram afroamericanos, o 0.16% eram amerindios, o 0.64% eram asiáticos, o 0.04% eram insulares do Pacífico, o 1.19% eram de outras raças e o 3.38% pertenciam a dois ou mais raças. Do total da população o 4.21% eram hispanos ou latinos de qualquer raça.